# برح الماء (المقاطرة)

تعديل مصدري - تعديل

برح الماء هي إحدى قرى عزلة النجيشة بمديرية المقاطرة التابعة لمحافظة لحج، بلغ تعداد سكانها 1891 نسمة حسب تعداد اليمن لعام 2004.